# Csebisev-függvény
A matematikában a Csebisev-függvény a Csebisevről elnevezett két függvény egyike. Az első Csebisev-függvény a ϑ(x) vagy θ(x) definíciója
{\displaystyle \vartheta (x)=\sum _{p\leq x}\log p}
ahol az összegzés az x-nél nem nagyobb prímekre megy.
A második Csebisev-függvény definíciója hasonló, de az összegzés az összes x-nél nem nagyobb prímhatványt magában foglalja:
{\displaystyle \psi (x)=\sum _{p^{k}\leq x}\log p=\sum _{n\leq x}\Lambda (n)=\sum _{p\leq x}\lfloor \log _{p}x\rfloor \log p,}
ahol {\displaystyle \Lambda } a von Mangoldt-függvény. A Csebisev-függvények, különösen a ψ(x) második Csebisev-függvény gyakran hasznosnak bizonyulnak a prímekhez kapcsolódó problémákban, mivel egyszerűbb velük számolni, mint a prímszámláló π(x) függvénnyel.
Mindkettő aszimptotikus x-hez, ami a prímszámtétellel ekvivalens.

## Kapcsolatuk
A második Csebisev-függvény kifejezhető, mint
{\displaystyle \psi (x)=\sum _{p\leq x}k\log p}
ahol k az az egész, amire pk ≤ x, és x < pk+1. A k értékek sorozata  A206722. A következő egy még közvetlenebb kapcsolatot fejez ki:
{\displaystyle \psi (x)=\sum _{n=1}^{\infty }\vartheta \left(x^{1/n}\right).}
Jegyezzük meg, hogy ez utóbbi összegben véges sok tag kivételével mindegyik nulla:
{\displaystyle \vartheta \left(x^{1/n}\right)=0{\text{ ha }}n>\log _{2}x\ ={\frac {\log x}{\log 2}},.}
A második Csebisev-függvény az 1-től n-ig terjedő egészek legkisebb közös többszörösének logaritmusa:
{\displaystyle \operatorname {lcm} (1,2,\dots ,n)=e^{\psi (n)}.}
Az n függvényében a  {\displaystyle \operatorname {lcm} (1,2,\dots ,n)}  sorozat az  A003418 sorozat.

## Aszimptotika és korlátok
A következő képletekben a pk a k-adik pozitív prímet jelöli. A Csebisev-függvényre a következő korlátok ismertek:Sablon:RefSablon:Ref
{\displaystyle \vartheta (p_{k})\geq k\left(\ln k+\ln \ln k-1+{\frac {\ln \ln k-2.050735}{\ln k}}\right)} {\displaystyle k\geq 10^{11},}-re
{\displaystyle \vartheta (p_{k})\leq k\left(\ln k+\ln \ln k-1+{\frac {\ln \ln k-2}{\ln k}}\right)} k ≥ 198-ra,
{\displaystyle |\vartheta (x)-x|\leq 0.006788{\frac {x}{\ln x}}} minden x ≥ 10,544,111-re,
{\displaystyle |\psi (x)-x|\leq 0.006409{\frac {x}{\ln x}}} minden x ≥ exp(22)-re,
{\displaystyle 0.9999{\sqrt {x}}<\psi (x)-\vartheta (x)<1.00007{\sqrt {x}}+1.78{\sqrt[{3}]{x}}} minden {\displaystyle x\geq 121.}-re.
Továbbá, a Riemann-hipotézis teljesülése esetén
{\displaystyle |\vartheta (x)-x|=O(x^{1/2+\varepsilon })}
{\displaystyle |\psi (x)-x|=O(x^{1/2+\varepsilon })}
minden {\displaystyle \varepsilon >0}-ra.
Mindkét függvényre ismertek felső korlátok is, így
{\displaystyle \vartheta (x)<1.01624x}
{\displaystyle \psi (x)<1.03883x}
minden {\displaystyle x>0}-ra. Az 1,03883 magyarázatát az  A206431 adja meg.

## Egzakt képletek
1895-ben Hans Carl Friedrich von MangoldtSablon:Ref explicit kifejezte a {\displaystyle \psi (x)} függvényt a Riemann-féle zéta-függvény nem triviális gyökeinek összegeként:
{\displaystyle \psi _{0}(x)=x-\sum _{\rho }{\frac {x^{\rho }}{\rho }}-{\frac {\zeta '(0)}{\zeta (0)}}-{\frac {1}{2}}\log(1-x^{-2}).}
ahol ζ'(0)/ζ(0) értéke log(2π), {\displaystyle \rho } befutja a zéta-függvény nem triviális gyökeit, és ψ0 éppen a ψ, kivéve, hogy átugorja annak szakadási helyeit a prímhatványoknál, és ezeken a helyeken a két határérték számtani közepét veszi fel:
{\displaystyle \psi _{0}(x)={\frac {1}{2}}\left(\sum _{n\leq x}\Lambda (n)+\sum _{n<x}\Lambda (n)\right)={\begin{cases}\psi (x)-{\frac {1}{2}}\Lambda (x)&x=2,3,4,5,7,8,9,11,13,16,\dots \\\psi (x)&{\mbox{otherwise.}}\end{cases}}}
A logaritmus Taylor-sora szerint az utolsó tag tekinthető, mint {\displaystyle x^{\omega }/{\omega }} összege a Riemann-féle zéta-függvény triviális gyökei, a negatív egészek fölött:
{\displaystyle \sum _{k=1}^{\infty }{\frac {x^{-2k}}{-2k}}={\frac {1}{2}}\log(1-x^{-2}).}
Hasonlóan, az első tag x = x1/1 megfelel a Riemann-féle zéta-függvény elsőrendű pólusának az 1 helyen. Mivel nem gyök, hanem pólus, azért negatív előjellel szerepel az összegben.

## Tulajdonságok
Erhard Schmidt egy tétele szerint egy rögzített pozitív egész K-ra végtelen sok olyan x létezik, amire
{\displaystyle \psi (x)-x<-K{\sqrt {x}}}
és végtelen sok x, hogy
{\displaystyle \psi (x)-x>K{\sqrt {x}}.}Sablon:RefSablon:Ref
A kis ordo jelöléssel
{\displaystyle \psi (x)-x\neq o\left({\sqrt {x}}\right).}
Hardy és LittlewoodSablon:Ref eredménye erősebb:
{\displaystyle \psi (x)-x\neq o\left({\sqrt {x}}\log \log \log x\right).}

## Kapcsolat a primoriálokkal
Az első Csebisev-függvény x primoriáljának logaritmusa, amit x# jelöl:
{\displaystyle \vartheta (x)=\sum _{p\leq x}\log p=\log \prod _{p\leq x}p=\log(x\#).}
Ez bizonyítja, hogy az x# primoriál aszimptotikusan egyenlő exp((1+o(1))x)-szel, ahol "o" a kis ordo jelölés, és a prímszámtétellel együtt bizonyítja pn# aszimptotikus viselkedését.

## Kapcsolat a prímszámláló függvénnyel
A Csebisev-függvények kapcsolatba hozhatók a prímszámláló függvénnyel. Legyen
{\displaystyle \Pi (x)=\sum _{n\leq x}{\frac {\Lambda (n)}{\log n}}.}
Ekkor
{\displaystyle \Pi (x)=\sum _{n\leq x}\Lambda (n)\int _{n}^{x}{\frac {dt}{t\log ^{2}t}}+{\frac {1}{\log x}}\sum _{n\leq x}\Lambda (n)=\int _{2}^{x}{\frac {\psi (t)\,dt}{t\log ^{2}t}}+{\frac {\psi (x)}{\log x}}.}
Az áttérés {\displaystyle \Pi }-ről {\displaystyle \pi }-reó a következő egyenlettel lehetséges:
{\displaystyle \Pi (x)=\pi (x)+{\frac {1}{2}}\pi (x^{1/2})+{\frac {1}{3}}\pi (x^{1/3})+\cdots .}
Mivel {\displaystyle \pi (x)\leq x}, azért a legutóbbi reláció írható, mint
{\displaystyle \pi (x)=\Pi (x)+O({\sqrt {x}}).}

## A Riemann-hipotézis
A Riemann-hipotézis szerint a Riemann-féle zéta-függvény nem triviális gyökeinek valós része 1/2. Ekkor
{\displaystyle |x^{\rho }|={\sqrt {x}}}, és megmutatható, hogy
{\displaystyle \sum _{\rho }{\frac {x^{\rho }}{\rho }}=O({\sqrt {x}}\log ^{2}x).}
A fentiek szerint ebből következik, hogy
{\displaystyle \pi (x)=\operatorname {li} (x)+O({\sqrt {x}}\log x).}
Alain Connes és társai úgy próbálták igazolni a hipotézist, hogy deriválták a von Mangoldt-formulát x szerint, ahol x = exp(u). A Hamilton-operátor exponenciálisának nyom képletét véve
{\displaystyle \zeta (1/2+i{\hat {H}})|n\geq \zeta (1/2+iE_{n})=0,\,}
{\displaystyle \sum _{n}e^{iuE_{n}}=Z(u)=e^{u/2}-e^{-u/2}{\frac {d\psi _{0}}{du}}-{\frac {e^{u/2}}{e^{3u}-e^{u}}}=\operatorname {Tr} (e^{iu{\hat {H}}}),}
ahol a trigonometrikus összeg tekinthető az {\displaystyle e^{iu{\hat {H}}}} operátor nyomának, ami csak akkor igaz, ha {\displaystyle \rho =1/2+iE(n).}
A H = T + V hatványának félklasszikus megközelítésével:
{\displaystyle {\frac {Z(u)u^{1/2}}{\sqrt {\pi }}}\sim \int _{-\infty }^{\infty }e^{i(uV(x)+\pi /4)}\,dx}
ahol Z(u) → 0 as u → ∞. A {\displaystyle V^{-1}(x)\approx {\sqrt {(}}4\pi ){\frac {d^{1/2}N(x)}{dx^{1/2}}}} egy megoldása ennek a nemlineáris integrálegyenletnek, a
{\displaystyle \pi N(E)=Arg\xi (1/2+iE)}
hatvány inverzének a kiszámításával.

## Simító függvény
A simító függvény definíciója
{\displaystyle \psi _{1}(x)=\int _{0}^{x}\psi (t)\,dt.}
Belátható, hogy
{\displaystyle \psi _{1}(x)\sim {\frac {x^{2}}{2}}.}

## Variációszámítás
A Csebisev-függvény az x = exp(t) helyen minimalizálja az
{\displaystyle J[f]=\int _{0}^{\infty }{\frac {f(s)\zeta '(s+c)}{\zeta (s+c)(s+c)}}\,ds-\int _{0}^{\infty }\!\!\!\int _{0}^{\infty }e^{-st}f(s)f(t)\,ds\,dt,}
funkcionált, így
{\displaystyle f(t)=\psi (e^{t})e^{-ct},\,}
c > 0 -ra.

## Fordítás
- Ez a szócikk részben vagy egészben  a   Chebyshev function című angol Wikipédia-szócikk fordításán alapul.  Az eredeti cikk szerkesztőit annak laptörténete sorolja fel. Ez a jelzés csupán a megfogalmazás eredetét és a szerzői jogokat jelzi, nem szolgál a cikkben szereplő információk forrásmegjelöléseként.